# Stephen O'Brien
Stephen Rothwell O'Brien, (né le 1er avril 1957) est un homme politique et diplomate britannique qui est le Secrétaire général adjoint pour les Affaires humanitaires et Coordinateur des secours d'urgence depuis le 29 mai 2015, succédant à Valerie Amos,.
Il est auparavant député britannique d'Eddisbury. Il est élu pour la première fois lors d'une élection partielle en juillet 1999, après qu'Alastair Goodlad ait été nommé haut-commissaire britannique en Australie par Tony Blair. Membre du Parti conservateur, au sein de la Coalition conservatrice-libérale démocrate, il est nommé sous-secrétaire d'État parlementaire au ministère du Développement international. En septembre 2013, il est l'envoyé du Premier ministre au Sahel, couvrant neuf pays d'Afrique du Nord et de l'Ouest.

## Jeunesse
Il est né à Mtwara, dans le territoire du Tanganyika, et fait ses études à l'école Loretto de Mombasa, à l'école Handbridge (Chester), à l'école Heronwater (Abergele), à l'école Sedbergh et au Emmanuel College de Cambridge. À Cambridge, il obtient une maîtrise en droit en 1979, puis une maîtrise au College of Law de Chester en 1980. Après deux ans, il se qualifie comme avocat en 1983 et exerce jusqu'en 1988 dans le cabinet Freshfields (City of London). De 1988 à 1998, il est secrétaire du groupe et directeur des affaires stratégiques et corporatives de Redland plc. Il est directeur général de Redland Clay Tile au Mexique de 1994 à 1998. O'Brien est un ancien membre du Parti social-démocrate (SDP).

## Carrière parlementaire
Il est sous-secrétaire d'État parlementaire au développement international de mai 2010 à septembre 2012. Avant les élections de mai 2010, il est ministre fantôme de la Santé. De mai à décembre 2005, il est ministre fantôme des compétences. De novembre 2003 à 2005, il est secrétaire d'État fantôme à l'industrie. Auparavant, il occupe le poste de Shadow Paymaster General et avant de Shadow Financial Secretary. Il est whip de l'opposition en septembre 2001. De septembre 2000 à septembre 2001, il est secrétaire parlementaire privé du président du Parti conservateur, Michael Ancram. De février à septembre 2000, il est secrétaire parlementaire privé de Francis Maude.
O'Brien est également membre du comité spécial de la Chambre des communes sur l'éducation et l'emploi et au sous-comité de l'éducation. En outre, il est secrétaire du comité conservateur de l'Irlande du Nord et secrétaire du comité conservateur du commerce et de l'industrie.
En 2001, il est nommé associé de l'Organe interparlementaire anglo-irlandais. Avant de rejoindre le gouvernement, il est président du All Party Group sur la Malaria, celui de la Tanzanie et vice-président du All Party Aid Trade & Debt Group.
En 2000, il présente un projet de loi d'initiative parlementaire pour l'honnêteté dans l'étiquetage des aliments (pays d'origine et normes de production). Depuis 1999, O'Brien siège au Comité national des membres du Parti conservateur. Entre 1995 et 1999, O'Brien est président du comité des affaires publiques et parlementaires du BMP (Conseil national des producteurs de matériaux de construction, plus récemment l'Association des produits de construction) et au sous-comité du comité de gestion et de stratégie de BMP. Il est membre commercial de la mission de 1994 en Argentine et au Brésil avec Richard Needham (ministre du Commerce). O'Brien est élu membre du Conseil régional du sud-est de la CBI, siégeant entre 1995 et 1998, et siège au Comité d'investissement international et aux groupes de travail sur la lutte contre la corruption (paneuropéen) et la gouvernance d'entreprise (Royaume-Uni) de la CBI.
Le 7 mars 2013, O'Brien est nommé membre du Conseil privé du Royaume-Uni.

## Carrière à l'ONU
O'Brien est nommé Secrétaire général adjoint pour les Affaires humanitaires et Coordinateur des secours d'urgence, le 9 mars 2015.
En mars 2016, O'Brien prend la direction du Sommet humanitaire mondial, une initiative du Secrétaire général. Dans un éditorial sur le sommet, O'Brien a écrit : «Pour mettre fin au besoin, nous devons arrêter de penser aux secours et au développement comme une séquence. Au lieu de cela, nous devons trouver de nouveaux moyens de réduire globalement la vulnérabilité et les risques tout en répondant aux besoins humanitaires urgents conformément aux principes humanitaires. "
O'Brien est nommé Chevalier Commandeur de l'Ordre de l'Empire britannique (KBE) à l'occasion de l'anniversaire 2017 pour ses services aux Nations unies et aux affaires humanitaires.

## Vie privée
Il épouse Gemma Townshend, une infirmière, le 30 août 1986 à Bromley, Kent. Ils ont deux fils (nés en juillet 1988 et août 1990) et une fille (née en janvier 1993). Ils habitent près de Tarporley.